# Lyubov Galkina
Lyubov Vladimirovna Galkina, née le 15 mars 1973 à Alapaïevsk, est une tireuse sportive russe. Elle est la femme du tireur sportif Yevgeni Aleinikov.

## Carrière
Lyubov Galkina remporte aux Jeux olympiques de 2004 à Athènes la médaille d'or en carabine 3x20 50 mètres et la médaille d'argent dans l'épreuve de la carabine 10 mètres. Aux Jeux olympiques de 2008 à Pékin, elle obtient la médaille d'argent dans l'épreuve de la carabine 10 mètres. 